# Marktplatz 9 (Bad Kissingen)

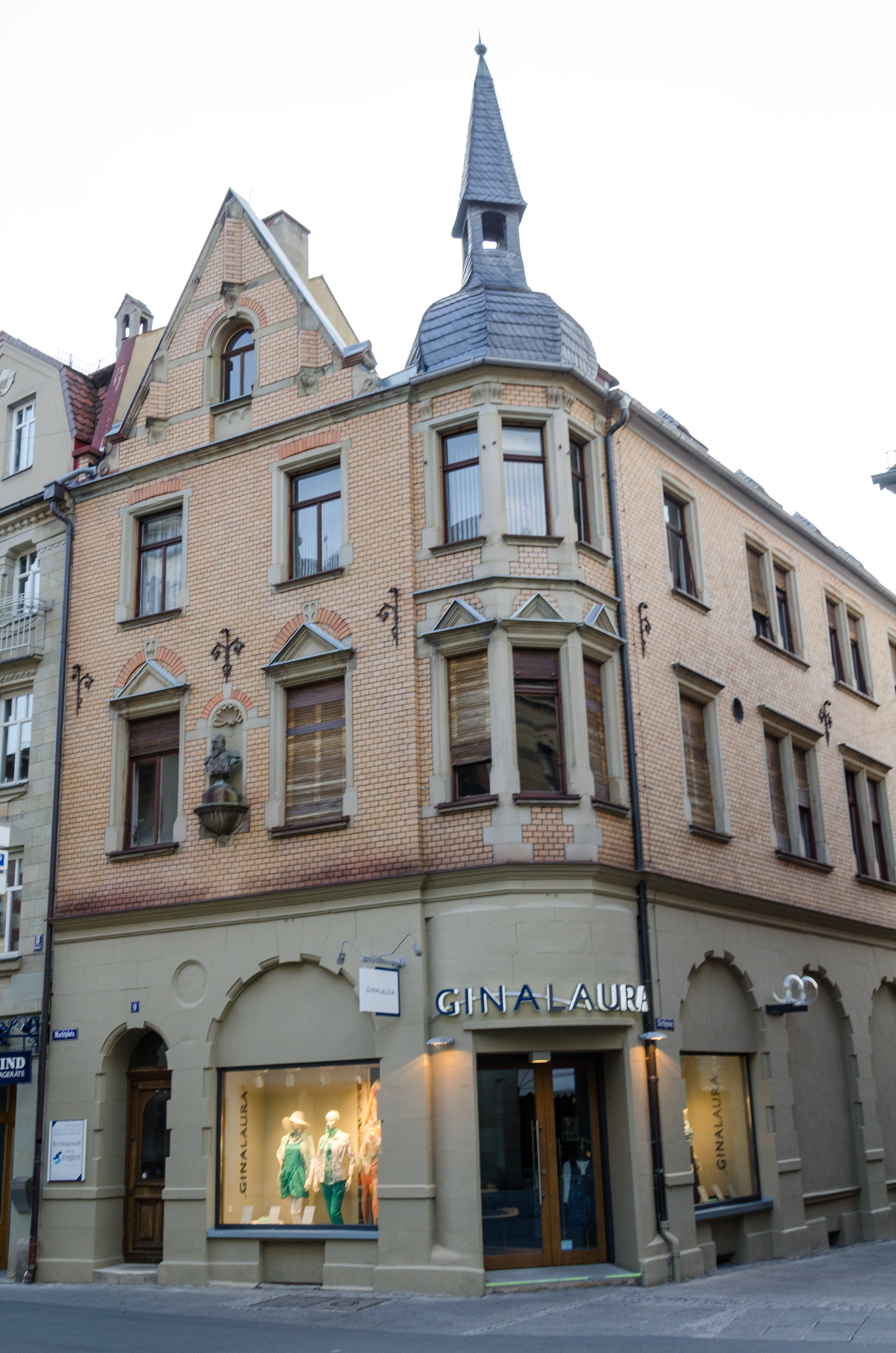
Marktplatz 9 in Bad Kissingen

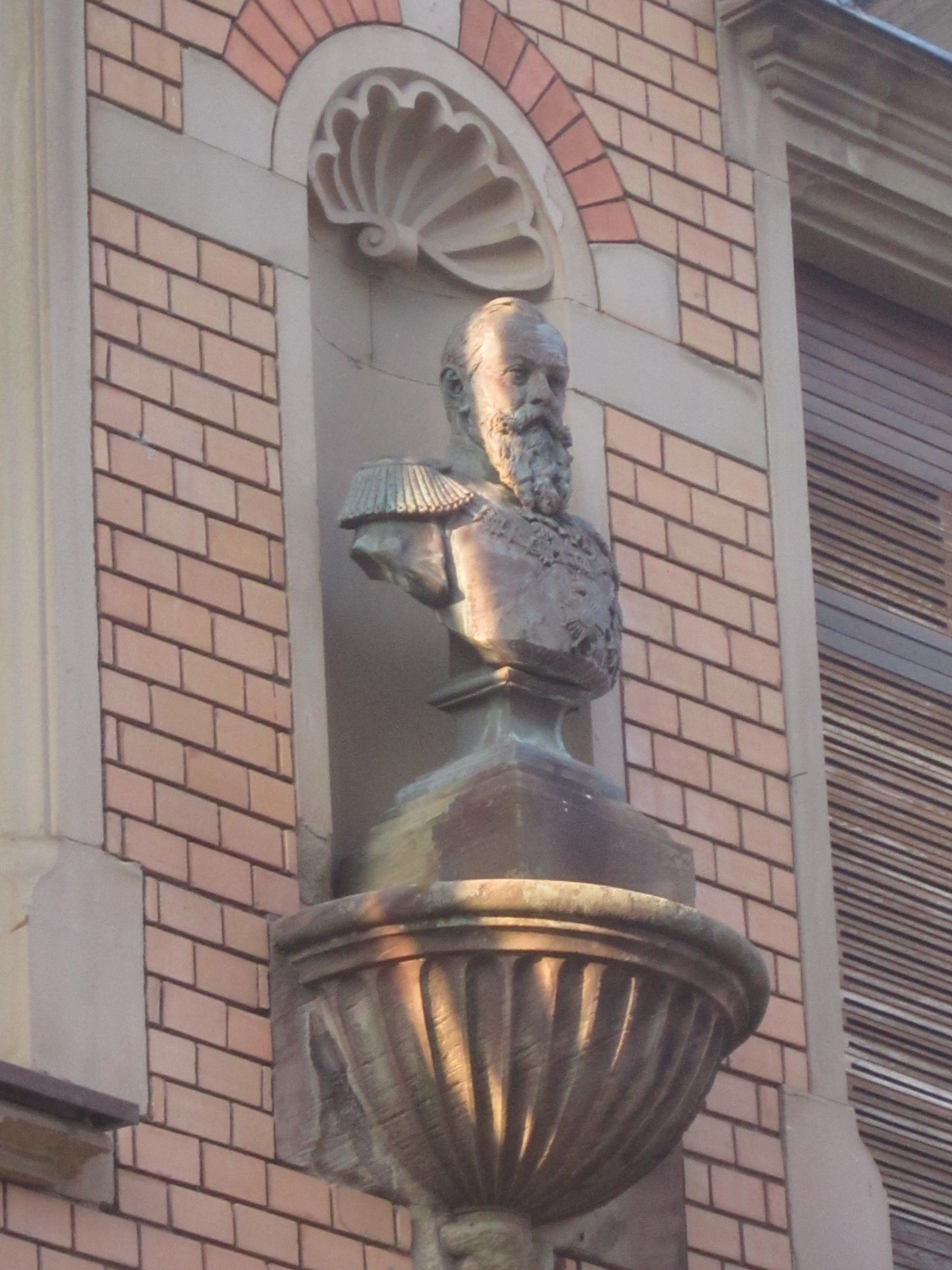
Büste von Prinzregent Luitpold von Bayern

Das Gebäude Marktplatz 9 in Bad Kissingen, der Großen Kreisstadt des unterfränkischen Landkreises Bad Kissingen befindet sich auf dem Marktplatz des Ortes, gehört zu den Bad Kissinger Baudenkmälern und ist unter der Nummer D-6-72-114-312 in der Bayerischen Denkmalliste registriert.

## Geschichte
Das Anwesen wurde in den Jahren 1896–97 vom Bad Kissinger Architekten Carl Krampf errichtet. Der dreigeschossige Klinker-Haustein-Bau mit Sandsteingliederungen und Satteldach ist im Stil der Neorenaissance gestaltet.
Mehrere Jahrzehnte lang betrieb der Besitzer Joseph Koll in dem Anwesen das Hotel Luitpold. An der Fassade des Gebäudes befindet sich eine Büste von Prinzregent Luitpold von Bayern.
Inzwischen dient das Anwesen als Wohn- und Geschäftshaus. Lange Zeit beherbergte es die Rathaus-Apotheke. Nachdem deren Besitzer im Jahr 2012 gestorben war, wurde dort im Jahr 2013 ein Geschäft für Damenmode eröffnet.